# Іполіт Цегельський

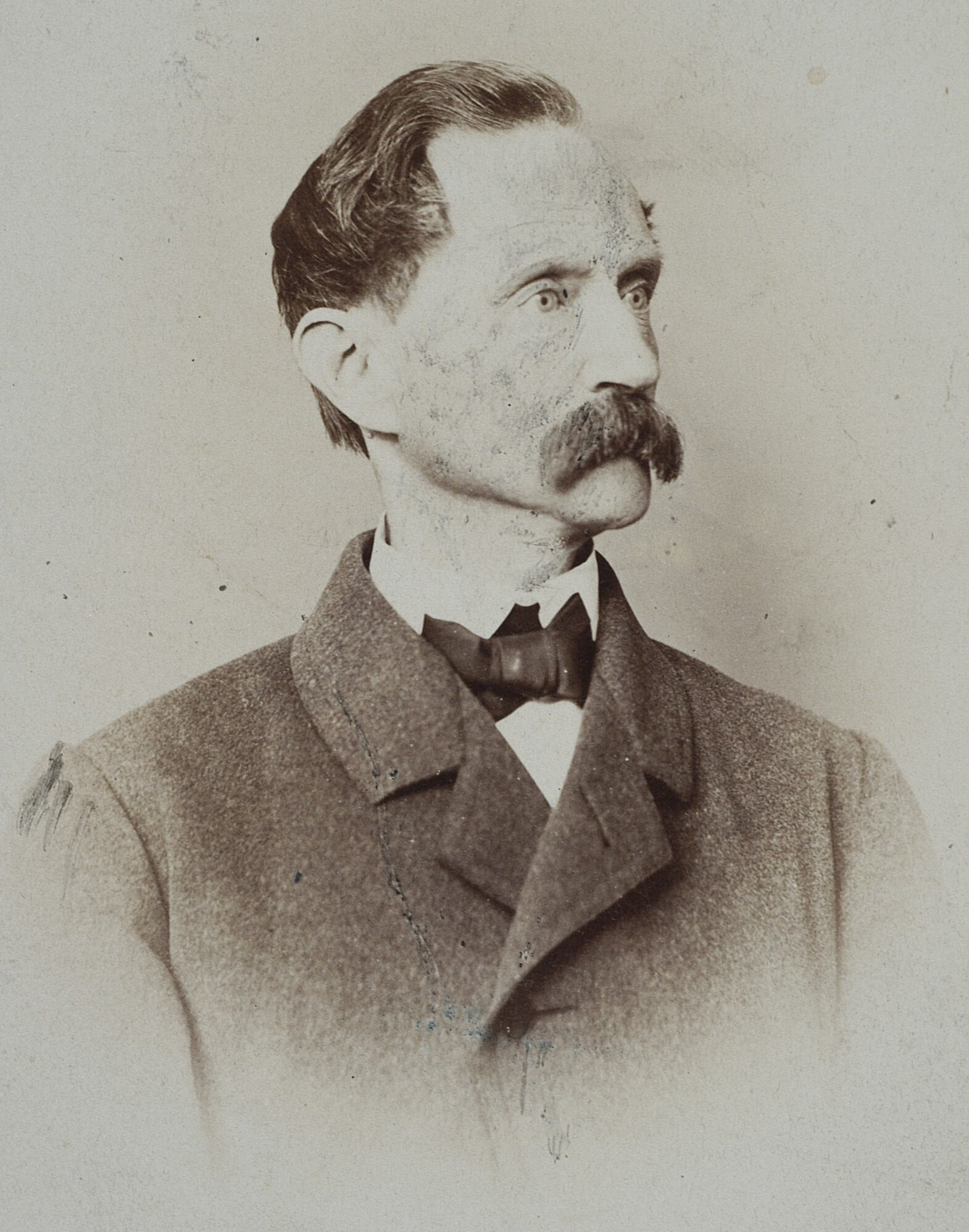
Іполіт Цегельський

Іполі́т Цеге́льський (пол. Gaspar Józef Hipolit Cegielski; *6 січня 1813, Лавки (Ławki), біля Гнєзно — †30 листопада 1868, Познань) — польський педагог, філолог, промисловець, видавець, журналіст і громадський діяч. 

## Біографія
Ще в дитинстві Іполіт (Гіполіт) втратив мати, а невдовзі його батько зазнав банкрутства. Саме тому Гіполіт уже з ранніх років змушений заробляти на життя власним розумом.
1846 року Іполіт Цегельський заснував «Познанський машинобудівний і металообробний комбінат».

## Доробок
- пол. O słowie polskim i koniugacjach jego 1842
- пол. Gramatyka języka greckiego 1843
- пол. Nauka poezji 1845
- пол. O języku polskim… 1852
- пол. Narzędzia i machiny rolnicze 1858 (роман)

## Виноски
1. 1 2 3  Deutsche Nationalbibliothek Record #124113192 // Gemeinsame Normdatei — 2012—2016.
2. ↑  Antoni Gąsiorowski, Jerzy Topolski (red.): Wielkopolski Słownik Biograficzny, Warsaw-Poznan 1983, OWN ISBN 83-01-02722-3 (пол.)
3. ↑  Tadeusz Janicki Gaspar Józef Hipolit Cegielski 1813 — 1868 [Архівовано 8 лютого 2005 у Wayback Machine.] Towarzystwo in. Hipolita Cegielskiego Hipolita Cegielskiego (англ.)
4. ↑  Л. С. Савостина. Познанський машинобудівний і металообробний комбінат [Архівовано 4 березня 2016 у Wayback Machine.] (рос.)